# Irena Łuczyńska-Szymanowska
Irena Łuczyńska-Szymanowska (ur. 15 lipca 1890 w Górze Kalwarii, zm. 30 sierpnia 1966 w Warszawie) – polska artystka malarka, portrecistka. 

## Życiorys
Córka Ignacego i Heleny z Wendrowskich (zm. 1940). W latach 1907–1910 studiowała malarstwo w warszawskiej Szkole Sztuk Pięknych, w pracowniach Konrada Krzyżanowskiego i Stanisława Lentza. W 1910 studia artystyczne kontynuowała w Paryżu w Académie Julian oraz Académie Collarosi. Nawiązała także kontakt z pracownią Auguste’a Renoira. Od 1913 brała udział w wystawach indywidualnych i zbiorowych. W 1914 przystąpiła do ugrupowania Młoda Sztuka. W latach 20. i 30. stała się jedną z najbardziej uznanych i popularnych portrecistek warszawskich. Samodzielnie wystawiała w Towarzystwie Zachęty Sztuk Pięknych w latach 1922, 1926, 1928. W 1933, wspólnie z szesnastoma innymi Polkami, pokazała swoje prace na Międzynarodowej Wystawie Prac Artystycznych Kobiecych w Stedelijk Museum w Amsterdamie. Malowała olejno, przede wszystkim portrety, akty, sceny rodzajowe, martwe natury.
W czasie wybuchu II wojny światowej mieszkała w Warszawie. Utrzymywała się malując portrety na zamówienie. Zaangażowana była również w nauczanie konspiracyjne, dając lekcje malarstwa. Podczas powstania warszawskiego spłonęła jej pracownia i zebrane tam obrazy. Po upadku powstania została wysiedlona do Kielc.
Do Warszawy powróciła w 1945. Działała w grupie Zachęta (wcześniej Niezależnych), od 1956 pełniąc funkcję wiceprezeski i wystawiając swoje płótna na każdej wystawie ugrupowania. Prezentowała swoje płótna także na Ogólnopolskich Wystawach Plastyki. Obrazy artystki znajdują się, m.in. w zbiorach Muzeum Narodowego w Warszawie i Poznaniu.
W latach 1913–1933 była żoną Mariana Szymanowskiego (zm. 1940), malarza, grafika i pedagoga. 

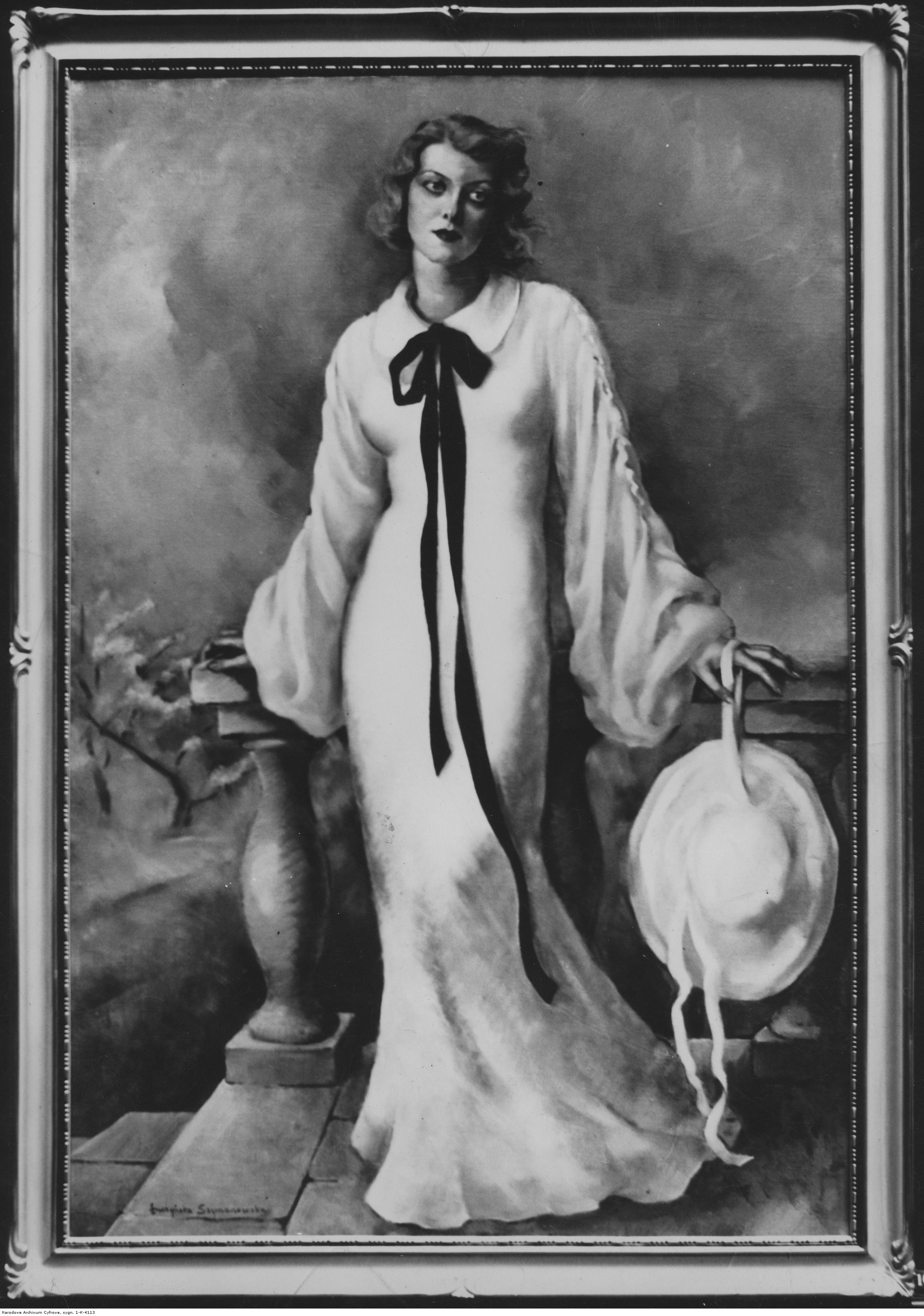
Portret Zofii Nakonecznej autorstwa Ireny Łuczyńskiej-Szymanowskiej (grudzień 1934).

Zmarła 30 sierpnia 1966 w Warszawie, pochowana na cmentarzu Powązkowskim (kwatera 304-5-12).

## Ordery i odznaczenia
- Złoty Krzyż Zasługi (11 lipca 1955)[3]
- Medal 10-lecia Polski Ludowej (19 stycznia 1955)[4]

## Nagrody
- Srebrny Medal za Poranek na Powszechnej Wystawie Krajowej w Poznaniu (1929)
- Srebrny Medal na wystawie TZSP za Portret Marii Gella (1930)
- Złoty Medal na wystawie TZSP za portret aktorki Stanisławy Umińskiej zatytułowany Czerwona zasłona (1933)
- Nagrody im. Leokadii Łempickiej za Portret artystki dramatycznej Hanny Różańskiej (1932) oraz Kasztany (1936)

## Upamiętnienie
Jej postać została przypomniana na wystawie „Artystki polskie” w 1991 w Muzeum Narodowym w Warszawie.